# Josip Uhač
Josip Uhač, né à Brsec en ex-Yougoslavie (actuellement en Croatie) le 20 juillet 1924 et décédé le 18 janvier 1998, était secrétaire de la Congrégation pour l'évangélisation des peuples et devait être créé cardinal un mois plus tard, lors du consistoire du 21 février 1998.

## Biographie

### Prêtre
De nationalité yougoslave, Josip Uhač a été ordonné prêtre le 16 avril 1949 pour le diocèse de Rome.

### Évêque
Diplomate du Vatican, il a été nommé archevêque in partibus de Tharros (de) le 23 juin 1970 et consacré le 5 septembre suivant.
Il a été successivement nommé pro-nonce apostolique au Pakistan (en) le 23 juin 1970, pro-nonce apostolique au Cameroun et délégué apostolique en Guinée équatoriale (en) le 7 octobre 1976, pro-nonce apostolique au Gabon (en) le 15 janvier 1977, pro-nonce apostolique en République démocratique du Congo (en) le 3 juin 1981 et nonce apostolique en Allemagne le 3 août 1984.
Le 21 juin 1991, il est rappelé à la curie romaine comme secrétaire de la Congrégation pour l'évangélisation des peuples.

### Cardinal
Il est décédé le 18 janvier 1998, le jour de sa nomination comme cardinal. Il aurait dû être élevé à ce rang lors du consistoire du 21 février 1998.